# Lijst van Ethiopische bedrijven
Dit is een lijst van Ethiopische bedrijven. 

## Huidige bedrijven
- Addis Insurance Brokers
- Africa Insurance Company
- Awash Insurance Company
- Awash International Bank
- Bank of Abyssinia
- Commercial Bank of Ethiopia
- Construction and Business Bank
- Dashen Bank
- Development Bank of Ethiopia
- ELFORA
- Ethiopian Airlines
- Ethiopian Insurance Company
- Global Insurance Company
- Harar Brewery
- NIB Insurance Company
- NIB International Bank
- Nyala Insurance Company
- Nyala Share Company
- OMEDAD PLC
- True Colours (Ethiopia)
- Wegagen Bank
- Yebbo Communication Network
- Yencomad, Inc.

## Voormalige bedrijven
- HVA Ethiopia